# Синджар (округ)
Шангал (Синджар) (курд. Şengal) — район на севере мухафазы Найнава в Ираке у сирийской границы. Административный центр — город Шангал (Синджар). Другие крупные города — Синун, Телузер, Кахтания, Ханасор. Один из двух районов, где проживает наибольшее число езидов. Преобладающая религия — езидизм. Преобладающее население — езиды.

## География
Округ находится на севере Найнавы, на границе с Сирией. Граничит на северо-востоке с округом Талафар, на юге — c Хатрой и Аль-Бааджем. Область делится на четыре района: Синун, Синджар, Кайраван и Кахтания.

## Населённые пункты
- Адыка.
- Айн аль-Газал.
- Бахрава.
- Борек.
- Гиразер.
- Дугура.
- Духола.
- Зорава.
- Кайраван.
- Кахтания.
- Кочо.
- Сиба-Шейх-Хидир.
- Синджар.
- Синун.
- Телузер.
- Ханасор.

## История
Основан королевским указом в 1934 году. После езидского восстания в 1935 году, в район был помещён военный контроль.
Синунский район был основан в 1936 году, но через год был отменён и присоединён к Синджару. Кайраванский район был основан в 1977 году и упразднён в 1987 году. В 1994 году Кайраван и Аль-Шамал стали районами Синджарской области.
С 2014 года окрестности контролировались боевиками из Исламского государства, 17 октября 2017 было объявлено о восстановлении здесь власти правительства Ирака.